# Бурже ди Лак
Бурже ди Лак (фр. Bourget-du-Lac) насеље је и општина у источној Француској у региону Рона-Алпи, у департману Савоја која припада префектури Шамбери.
По подацима из 2011. године у општини је живело 4446 становника, а густина насељености је износила 221,75 становника/km². Општина се простире на површини од 20,05 km². Налази се на средњој надморској висини од 241 метар (максималној 1.496 m, а минималној 226 m).

## Демографија
| 1962. | 1968. | 1975. | 1982. | 1990. | 1999. | 2011. |
| ----- | ----- | ----- | ----- | ----- | ----- | ----- |
| 1.449 | 1.849 | 1.863 | 2.098 | 2.886 | 3.945 | 4.446 |

График промене броја становника у току последњих година